# Senoeseret III
Senoeseret III Chakaoere was een farao van de 12e dynastie. Senoeseret betekent: "Man van godin Oeseret", zijn tweede naam betekent: "De ka's van Re zijn tevoorschijn gekomen".

## Biografie
Senoeseret was een sterke vorst met absolute macht. Onder hem werd het bestuur verder uitgebouwd en verloren de nomarchen veel van hun macht. Cultureel was het ook een bloeiende tijd: er zijn talrijke beelden van de vorst die naast een strenge houding ook een groot realisme kennen: de koning werd vaak oud en vermoeid weergegeven. Er bestond in de kunst een sterke invloed van hogeraf maar anderzijds zien we in de regering van Senoeseret III een duidelijk pessimistische literatuur.

## Militair
Er werden verschillende expedities naar het zuiden ondernomen, waarbij de grens verder dan de tweede cataract werd gelegd (waarschijnlijk tot Kerma).

## Bouwwerken
- De piramide van Senoeseret III te Dasjoer: Het piramidecomplex werd gebouwd ten noordoosten van de Rode Piramide van Dashur en  overtrof die van de vroege 12de dynastie in grootte en onderliggende religieuze opvattingen. Er is gespeculeerd dat Senoeseret er niet noodzakelijkerwijs begraven ligt maar wel in zijn verfijnde complex in Abydos. Het piramidecomplex omvatte een kleine dodentempel en zeven kleinere piramides voor zijn koninginnen. Er is ook een ondergrondse galerij met graftombes voor koninklijke vrouwen. Hier werden de schatten van Sithathor en koningin Mereret gevonden. Er was ook een zuidelijke tempel, maar die is inmiddels vernietigd.

- De cenotaaf van Senoeseret III in Abydos. Beide zijn duidelijk een bewijs van zijn macht in het zuiden en het noorden van het rijk.

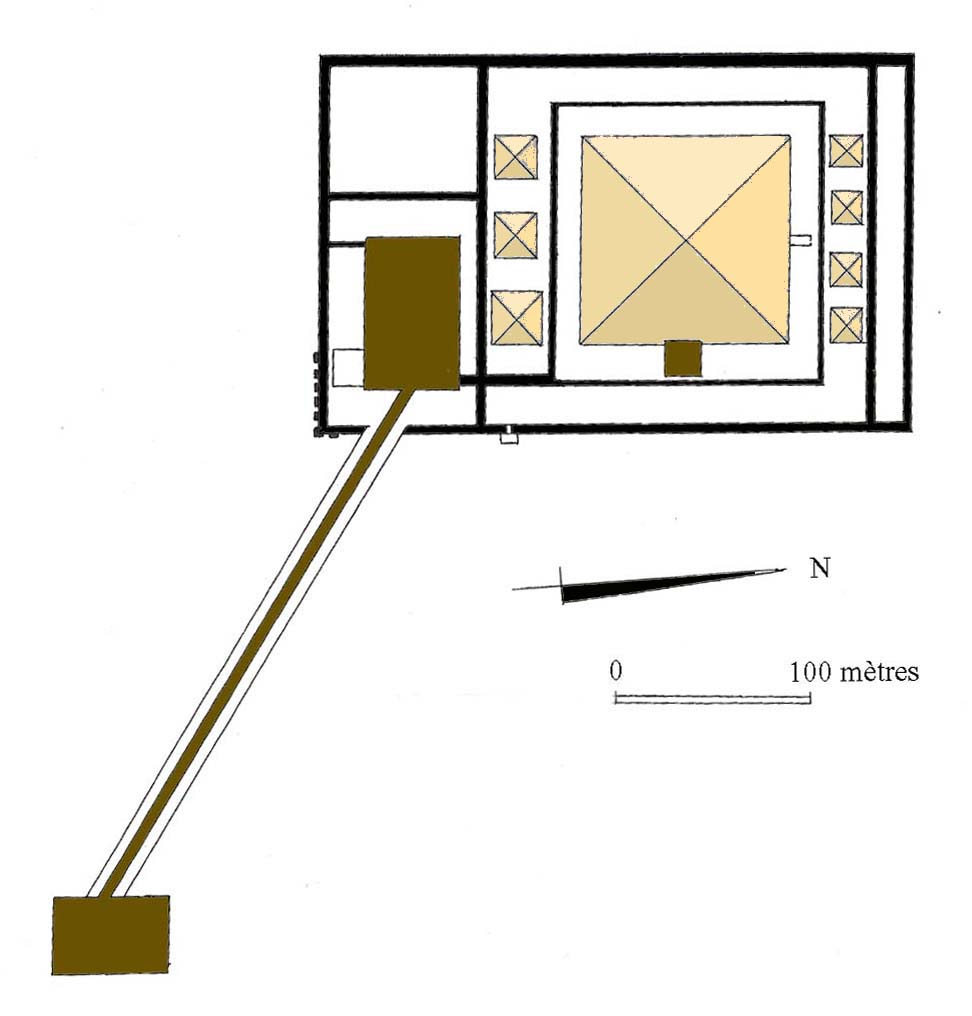
Plan van het Piramidecomplex te Dashur

## Galerij

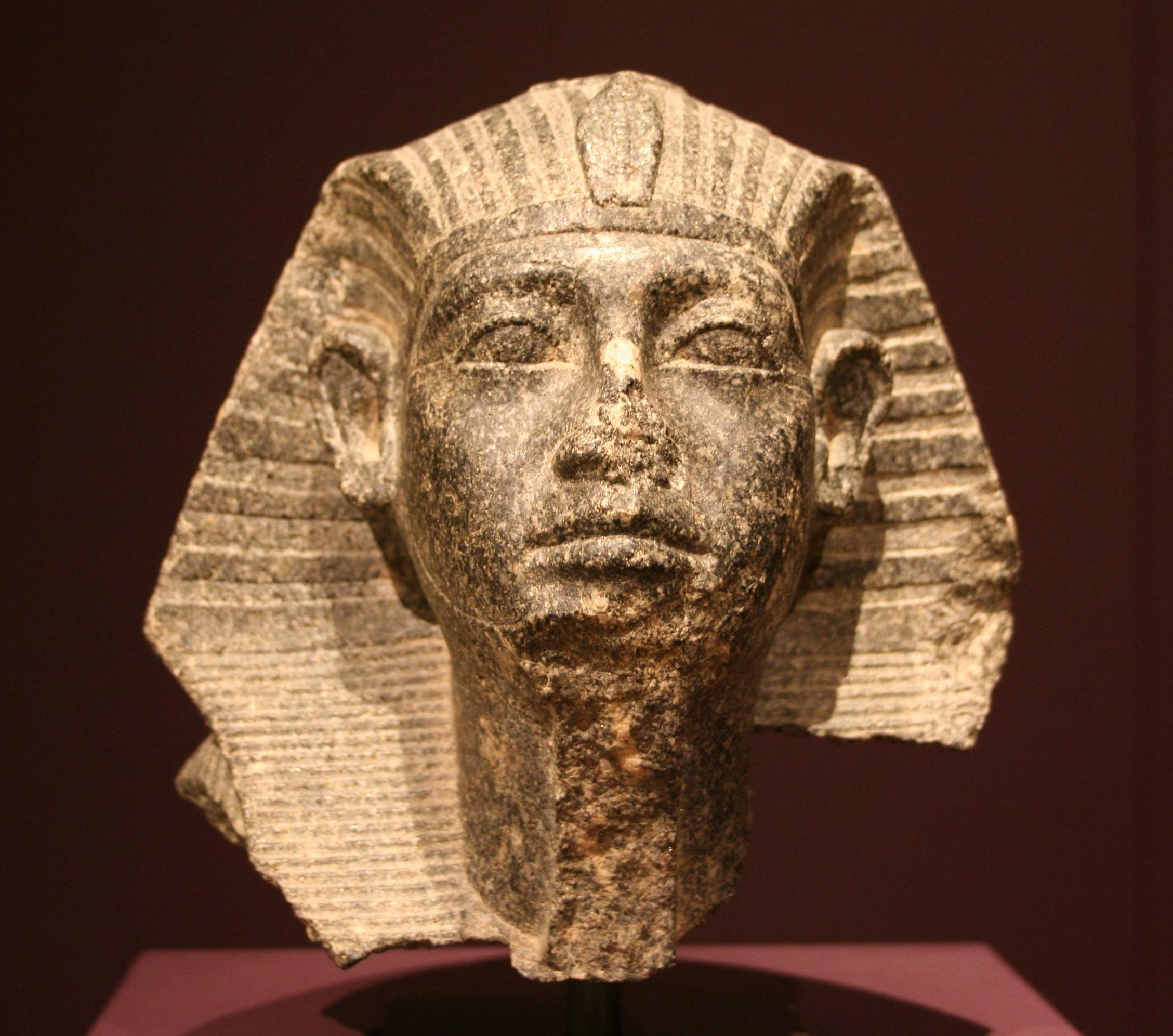
Sphinkxhoofd van Senoeseret III
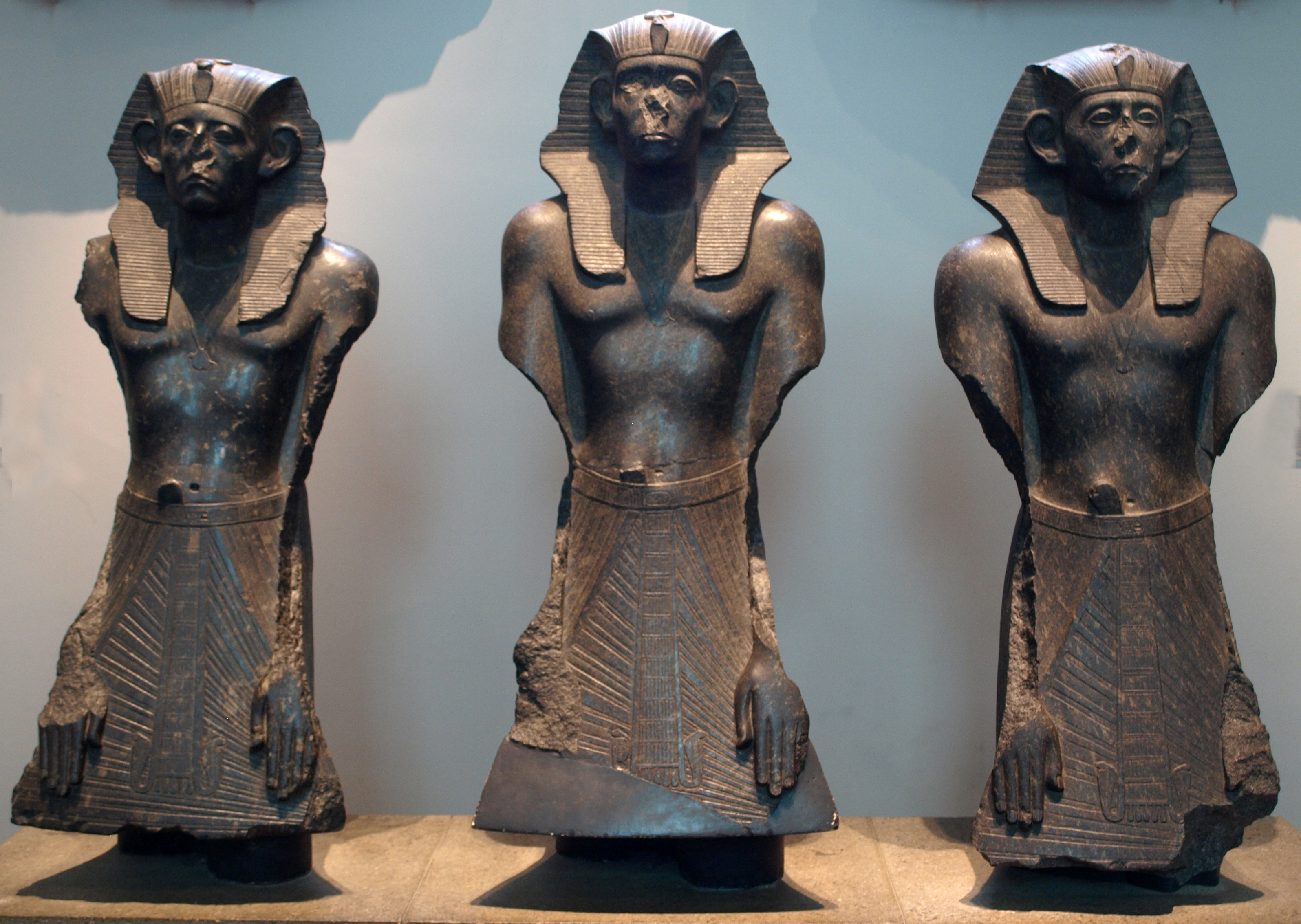
3 beelden van Senoeseret III British Museum
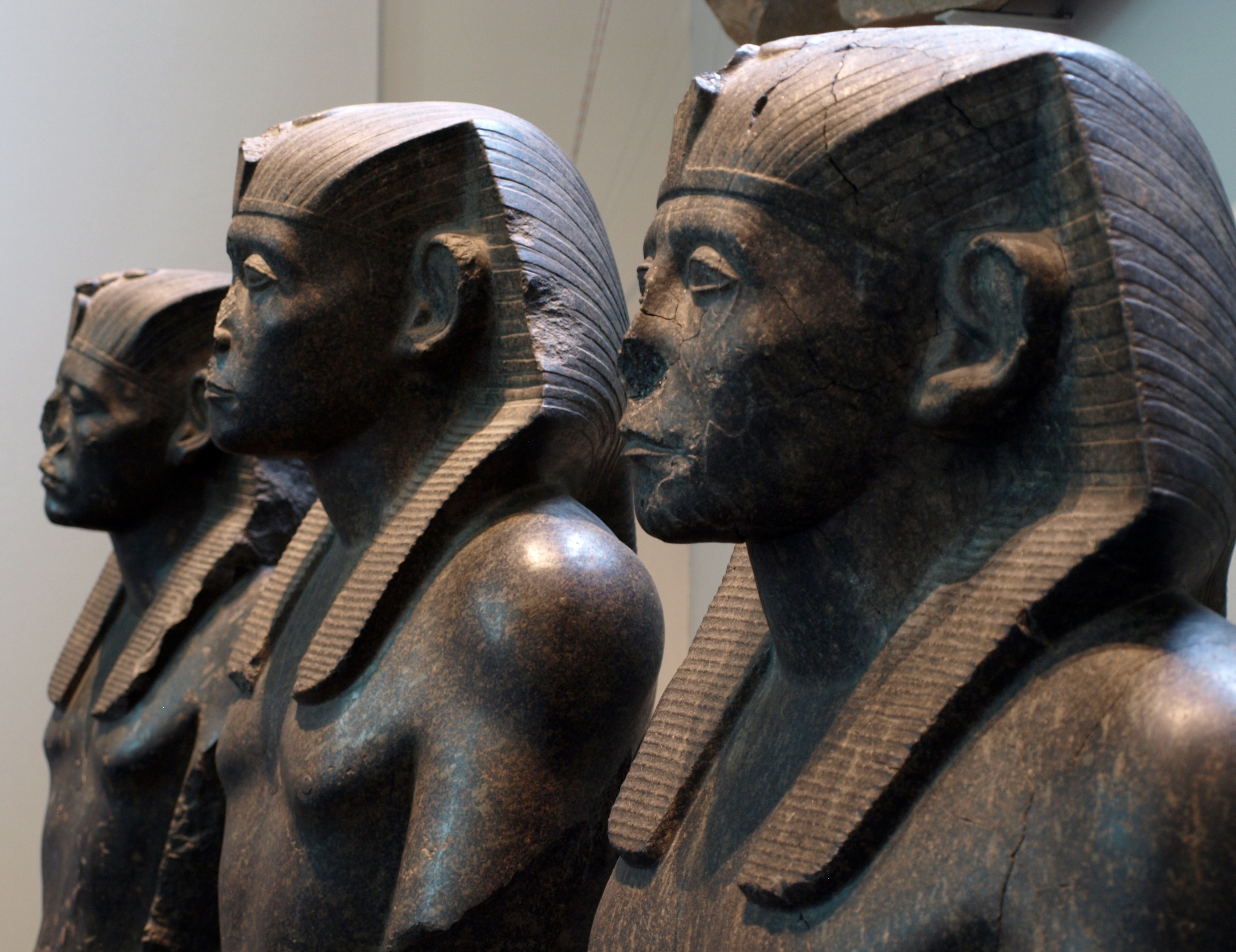
3 beelden van Senoeseret III in profiel British Museum
Opstelling in het Louvre
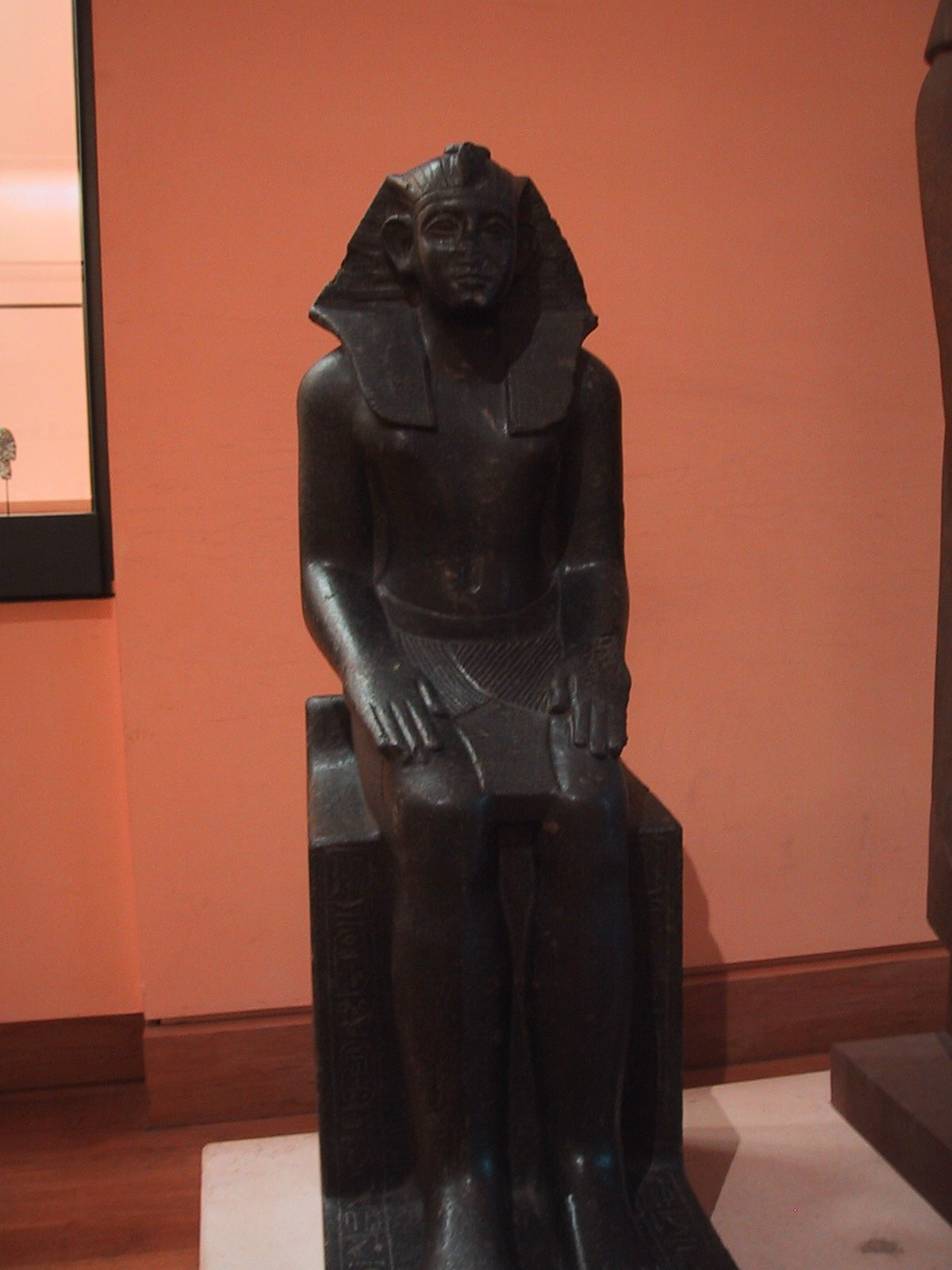
Zitbeeld Senoeseret III Louvre
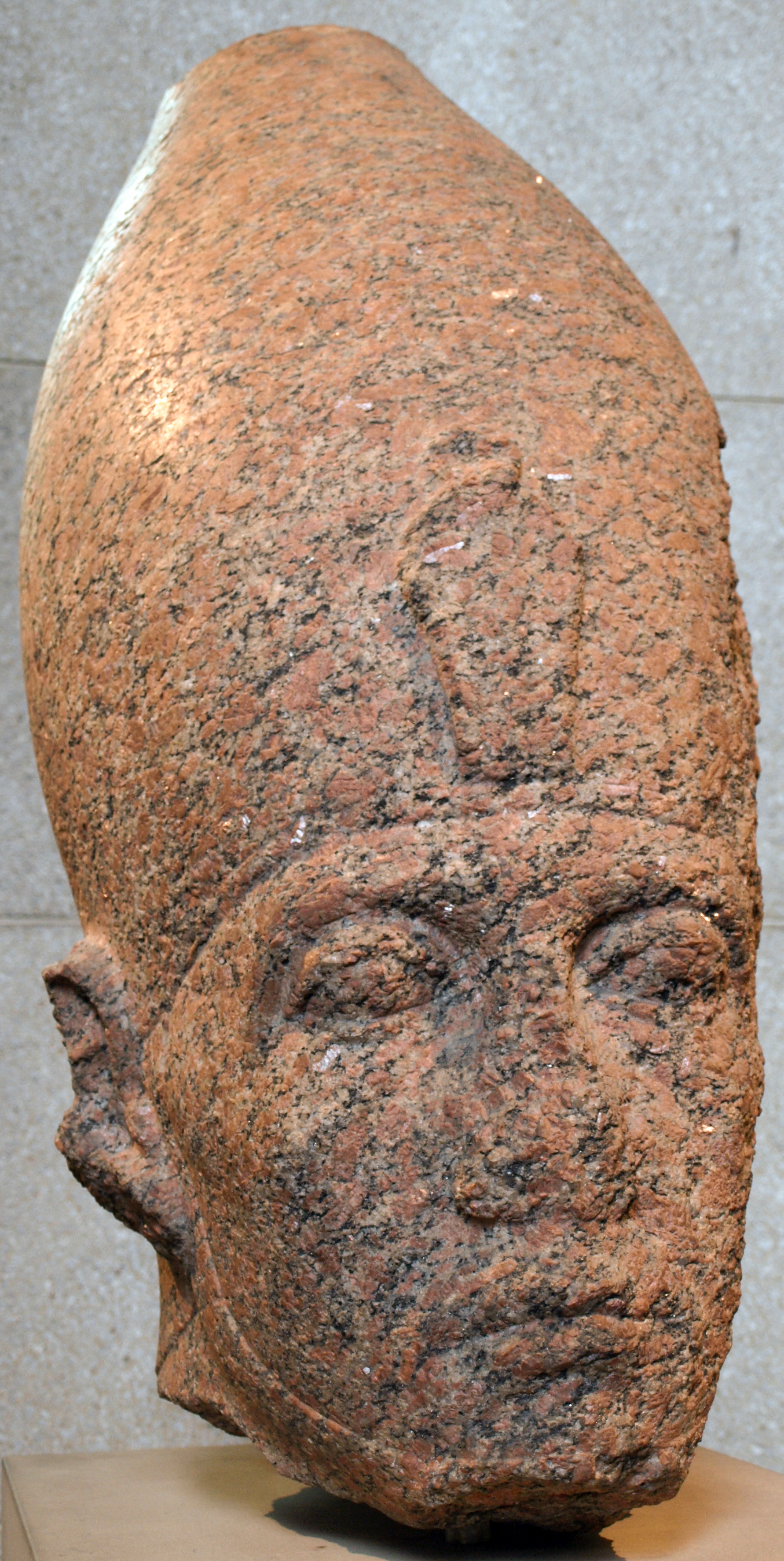
Senoeseret III in rode graniet
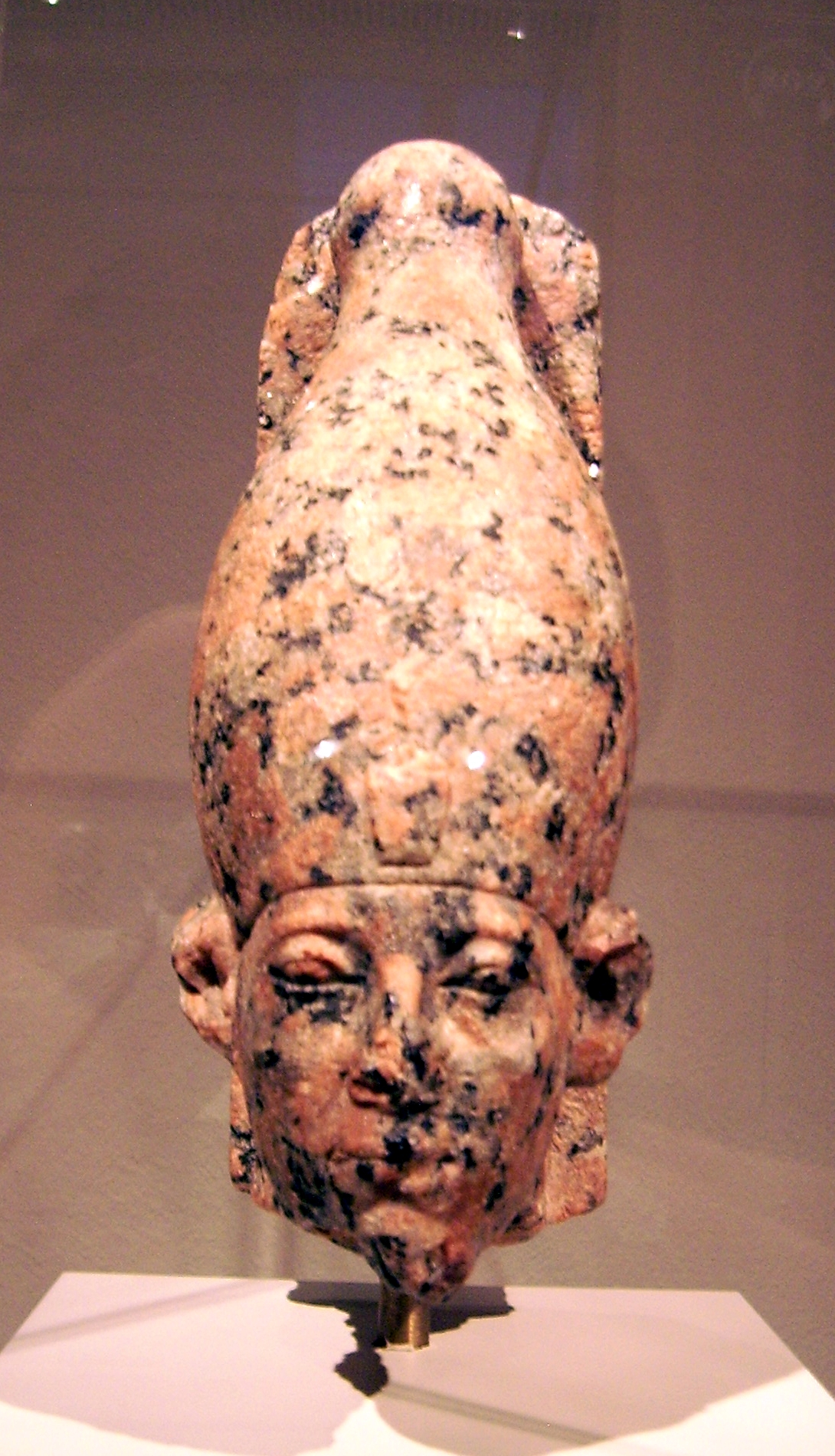
Hoofd van Senoeseret III Egyptisch Museum Berlijn
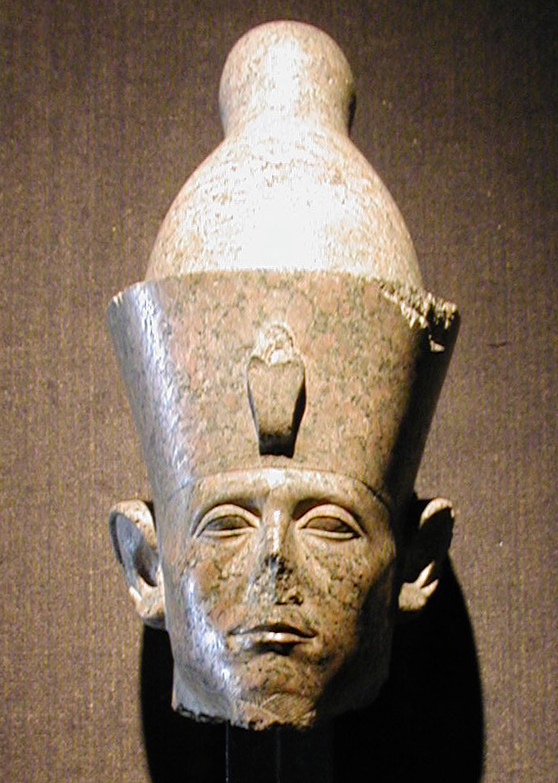
Hoofd van Senoeseret III Museum in Luxor
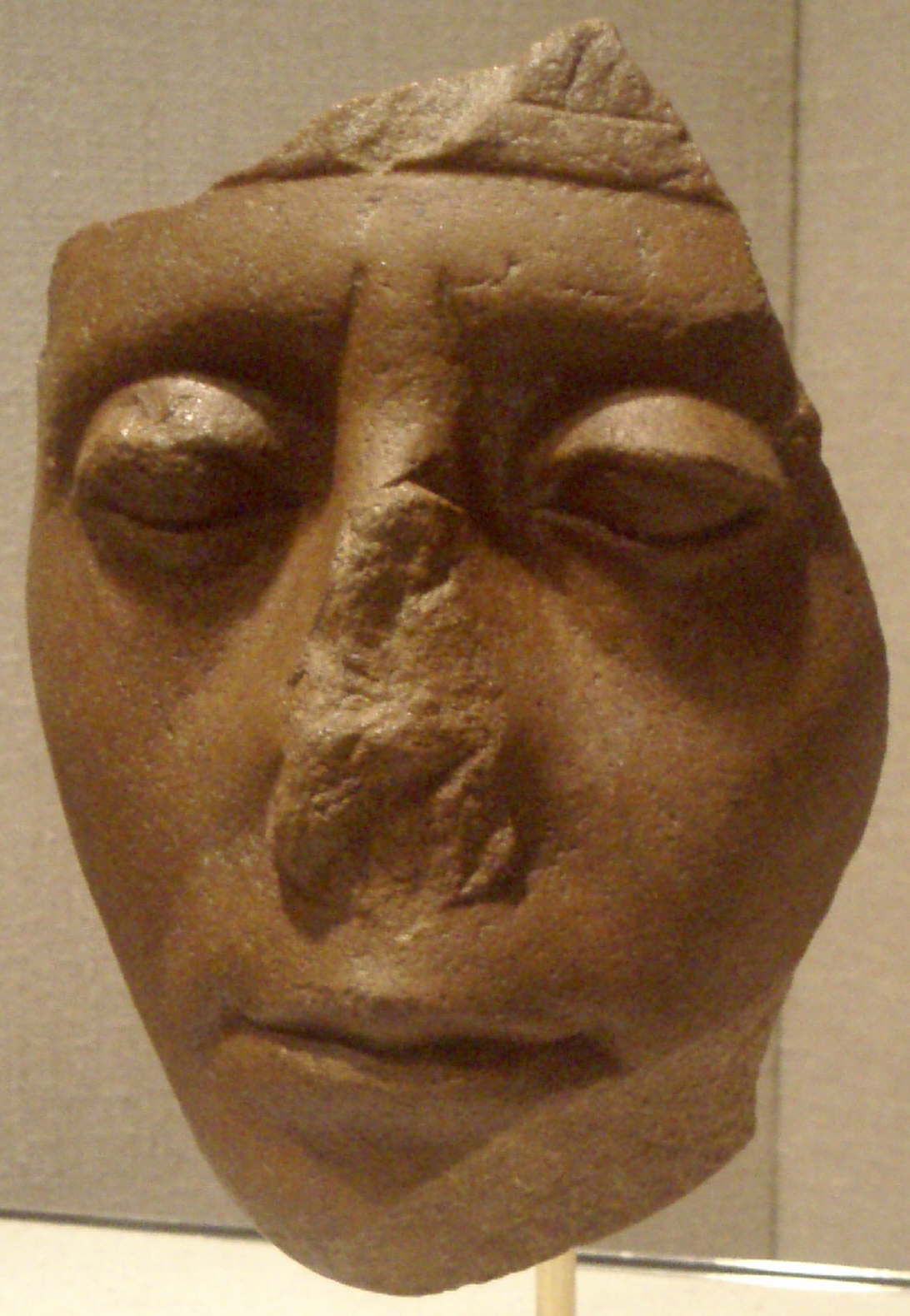
Beeldfragment Senoeseret III Metropolitan Museum
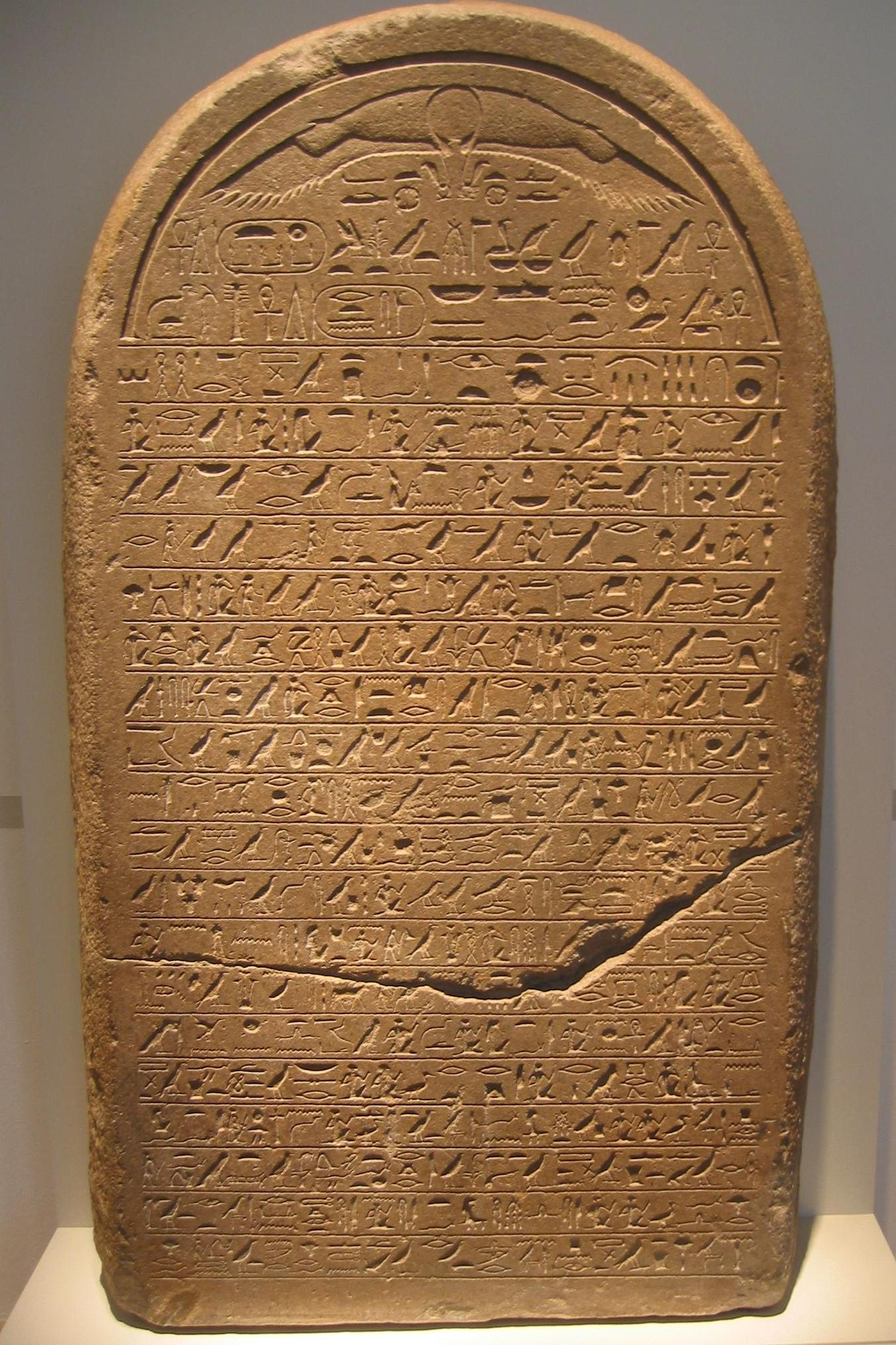
Grenspaal Senoeseret III Altes Museum, Berlijn